# Hansberg
Der Hansberg ist ein 850 Meter hoher Berg im Mühlviertel. Er befindet sich in der Gemeinde Sankt Johann am Wimberg.
Es gibt einen Schlepplift (850 m) und im Kinderland einen Seillift (65 m), ein Förderband (71 m) und einen „Zauberteppich“ (31 m). Außerdem gibt es noch das Schigasthaus, welches die Schifahrer in der Wintersaison verpflegt.
Auf dem Gipfel des Berges, wo Hans Schnopfhagen einst die Melodie zur oberösterreichischen Landeshymne schrieb, befindet sich das Schnopfhagendenkmal. Dort befindet sich auch die Jausenstation.